# Kulhudhuffushi
Kulhudhuffushi (Dhivehi: ކުޅުދުއްފުށި) is een van de bewoonde eilanden van het Haa Dhaalu-atol behorende tot de Maldiven en vormt tevens de hoofdstad van dit atol.

## Demografie
Kulhudhuffushi telt (stand maart 2007) 3924 vrouwen en 4027 mannen.